# Coleophora modicella
Coleophora modicella é uma espécie de mariposa do gênero Coleophora pertencente à família Coleophoridae.